# 2005年拉斐爾·納達爾網球賽季
2005年是納達爾開始橫掃網壇、戰績彪炳的一年，同時，亦為當時單季奪得ATP巡迴賽單打冠軍數目最多球員。（2005年11冠，和球王費德勒並列第一位。）
澳網，在第四輪本以兩盤在手領先，不過最後卻連輸二盤，以5-7, 6-3, 6-1, 63-7, 2-6遭到後來奪得亞軍的地主與前世界第一休伊特所淘汰，但也取得當時的生涯最佳成績。邁阿密大師賽，納達爾在決賽再次與世界第一費德勒交手，儘管在第三盤一度只差两分取得勝利，最终卻連失三盤遭到費德勒逆轉，在這段期間的表現，被許多評論家認為是納達爾的突破。
在法網之前的紅土賽季，納達爾在這段期間開始稱霸紅土賽季，他先在蒙地卡羅捧起生涯第一座ATP大師系列賽冠軍（決賽以6-3, 6-1, 0-6, 7-5擊敗科里亚），隔週在家鄉巴塞隆納公開賽舉起冠軍（決賽以6-1，7-64，6-3擊敗前法網冠軍費雷羅），之後又贏得羅馬大師賽冠軍（決賽以6-4, 3-6, 6-3, 4-6, 7-66擊敗科里亚）。同年5月，納達爾的單打排名已躍升到世界前5名，是自1993年以來最年輕的 Top 10球員。
5月，挾著17連勝的不敗之身，納達爾初次挑戰法網，相繼擊敗兩位備受期待的地主選手，接著在準決賽力挫費德勒，成為當年四位戰勝費德勒中的其中一位運動員（其他三位以序是薩芬、加斯凯、纳尔班迪安），更在決賽以66-7, 6-3, 6-1, 7-5打敗阿根廷選手普爾塔，排名上升到世界第三，是繼前世界第一山普拉斯1990年拿下美網之後，又一位未滿20歲的球員奪得大滿貫獎盃。納達爾更是繼1982年（Mats Wilander）以後，第一位首次參加法網便能奪冠的球員。
法網之後，納達爾的連勝紀錄停留在24場，打破了1988年美國名將阿格西創下網球公開賽年代青少年球員的最長連勝紀錄（23場）。
德國哈勒草地網球賽，納達爾首輪便遭到地主選手瓦斯克淘汰，隔週溫網，第二輪以4-6, 6-4, 3-6, 4-6敗給盧森堡選手穆勒。同年7月，19歲零一個月又22天的納達爾，未滿20歲就竄升到男單世界第二，在他之前僅有博里與貝克爾兩位網壇巨星有此成就。
8月，納達爾在加拿大大師賽擊敗阿格西奪冠，並以第2種子身份前進美網，取得當時的生涯最佳成績（第三輪以4-6, 6-4, 3-6, 1-6敗給地主布雷克），並在美網後拿下兩個硬地賽事冠軍。
9月，中國公開賽，決賽再次擊敗科里亚，以及在台維斯盃赢得對義大利的比賽。10月的馬德里大師賽，又以五盤大戰辛苦擊退柳比西奇，拿下本年度第四個大師賽冠軍頭銜。年終網球大師盃，納達爾因為受傷以致於無法參賽。
納達爾是繼費德勒後，自1990年起，為ATP大師系列賽（ATP Masters Series）歷史上，第二位在單季中拿下4個大師賽（不計算ATP年終賽（大師盃））的男子單打冠軍的球員。（2005年，蒙特卡洛大師賽、意大利電訊大師賽（羅馬大師賽）、羅傑斯大師賽（加拿大大師賽）、馬德里大師賽，前兩者屬红土賽事，後兩者屬硬地賽事。）
總計這一年，纳达尔勇奪11個ATP巡迴賽單打冠軍，打破在1983年9個的20歲以下球員一年奪標數目最多紀錄。